# Bismarck (piłkarz)
Bismarck, właśc. Bismarck Barreto Faria (ur. 11 listopada 1969 w São Gonçalo) – brazylijski piłkarz grający na pozycji pomocnika.

## Życiorys
Pierwszym klubem Bismarcka w karierze było CR Vasco da Gama z Rio de Janeiro, w którym zadebiutował w 1987 roku. Następnie grał w takich klubach jak: japońskie Verdy Kawasaki i Kashima Antlers, rodzime Fluminense FC i Goiás EC, a także japoński Vissel Kobe, w barwach którego zakończył karierę w 2003 roku. W swojej karierze zwyciężył w Campeonato Carioca (1987 i 1988) i w Campeonato Brasileiro Série A w 1989, a także w japońskiej J-League w 1993, 1994 (Verdy Kawasaki) i 1998 roku (Kashima Antlers).
W reprezentacji Brazylii Bismarck zadebiutował 12 kwietnia 1989 roku w wygranym 2:0 meczu z Paragwajem. W kadrze narodowej od 1989 do 1990 roku rozegrał 13 spotkań i strzelił jednego gola. Był w kadrze Brazylii na Mistrzostwa Świata we Włoszech.